# Olaus Petri
Olaus Petri ou menos comumente Olavus Petri (forma latina de Olof Persson ou Olof Petersson; nascido em 6 de janeiro de 1493 em Örebro, Suécia - falecido em 19 de abril de 1552, em Estocolmo, Suécia), foi um clérigo, escritor, e o principal líder da Reforma Protestante na Suécia. Esteve ligado a Lutero, durante os seus estudos na Alemanha, e mais tarde foi um aliado do rei Gustav Vasa, o introdutor do luteranismo na Suécia.

Seu irmão, Laurentius Petri, se tornou o primeiro arcebispo Evangélico Luterano do país. Ele e Laurentius são comemorados pela Igreja Evangélica Luterana na América, em 19 de abril.
Olaus Petri primeiro estudou na Universidade de Uppsala, em seguida, em Leipzig, e em seguida, terminou a sua educação, com seu mestrado na Universidade de Wittenberg, em 1518. Durante seu tempo na Alemanha, ele conseguiu se relacionar com os personagens principais da Reforma alemã, Philipp Melanchthon e Martinho Lutero.
Ele voltou para a Suécia com seu irmão em 1519. Relata-se como ambos quase morreram quando o barco encalhou perto da ilha de Gotland durante uma tempestade. Eles ficaram em Gotland por um tempo, sendo que Olaus, designou o bispo de Gotland, Mattias Gregersson,  como seu secretário e como reitor em 1520.
Olaus acompanhado do bispo de Estocolmo, em 1520, a tumultuada coroação do rei dinamarquês Christian II da Dinamarca, que tomou sobre Estocolmo e segurou-a por um ano até que ele voltou para a Dinamarca. No notório banho de sangue de Estocolmo, em que vários homens da Igreja e os políticos foram executados, Olaus expressou a sua indignação e foi quase executado, mas um alemão que o tinha visto em Wittenberg o salvou, explicando que ele era um alemão.
Quando o rei sueco Gustav Vasa foi coroado em 1523, Olaus foi nomeado secretário da cidade de Estocolmo, onde defendeu vigorosamente a fé protestante luterana, contra o ainda prevalecente catolicismo romano.
Em outubro de 1524 ele e seu irmão foram excomungados pelo cabido da catedral de Uppsala, acusados de heresia. Apesar disso, Olaus Petri continuou a sua atividade em prol do luteranismo, continuando a ter um forte apoio do rei sueco. Em 1525 ele se casou, e teve a missa cantada em sueco, pela primeira vez, uma das ideias de Lutero.